# Chumash (volk)

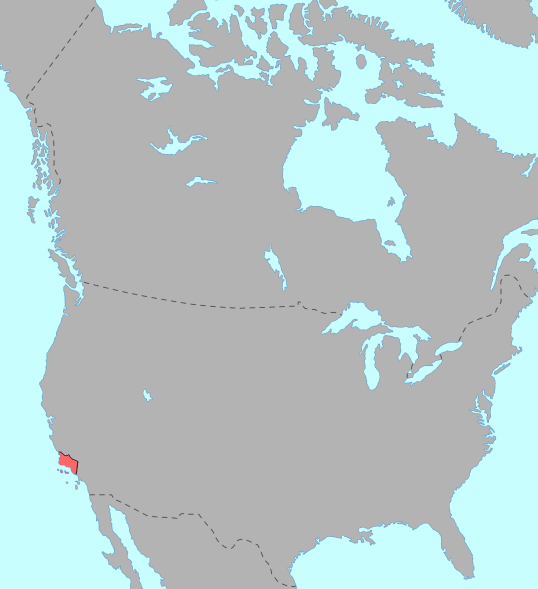
Verspreiding van de Chumash voor de komst van Europeanen.

De Chumash zijn een Noord-Amerikaans indianenvolk en de inheemse bevolking van de centrale en zuidelijke kustgebieden van de Amerikaanse staat Californië, met name in delen van de huidige county's San Luis Obispo, Santa Barbara, Ventura en Los Angeles. Er leefden ook Chumash op drie van de Kanaaleilanden: Santa Cruz, Santa Rosa en San Miguel Island. Archeologisch onderzoek heeft uitgewezen dat de Chumash voor de komst van Europese kolonisten al millennialang in de omgeving van het Santa Barbara Channel in Zuid-Californië leefden.

## Bevolking

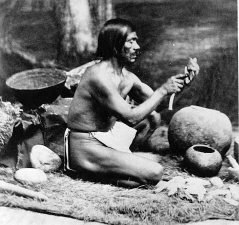
Foto van Rafael Solares, een leider van de Samala-stam van de Chumash.

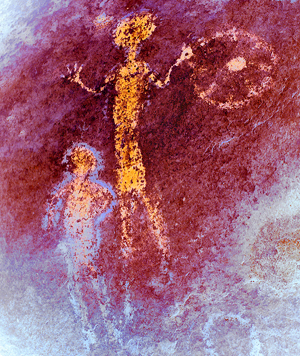
Rotstekening van de Chumash-indianen.

Voor de komst van Europeanen waren er naar schatting tussen 10.000 en 20.400 Chumash-indianen in Californië. De maatschappij bloeide op het moment dat de Spanjaarden er begonnen te koloniseren. Uiteindelijk nam de bevolking drastisch af door ziekte. Het is onduidelijk of dat al begon toen de Spanjaarden in de 16e eeuw in de buurt van het Santa Barbara Channel overwinterden of toen de eerste missieposten in de late 18e eeuw werden opgericht. Ziektes als griep, mazelen en pokken, waartegen de Chumash niet bestand waren, zorgden voor een ware slachting. In 1900 waren er nog maar 200 Chumash. Tegenwoordig schat men het aantal Chumash op 2.000 à 5.000. De enige federaal erkende indianenstam van de Chumash is de Santa Ynez Band of Chumash Mission Indians, die in het Santa Ynez Indian Reservation leven. Ze noemen zichzelf Samala. Andere groeperingen streven eveneens naar erkenning.

## Maatschappij en cultuur
De Chumash waren van oudsher jager-verzamelaars en kenden visvangst. Net als de Tongva bevoeren ze de oceaan regelmatig. Hun boten heten tomols. De Chumash die op de noordelijke Kanaaleilanden leefden in het bijzonder, leidden een intensief handelsnetwerk in de streek. Ze gebruikten kralen als een soort schelpengeld; zulke kralen werden op verschillende plaatsen in Alta California teruggevonden. De Chumash maakten bovendien rotstekeningen en -schilderingen, waarvan er een aantal bewaard zijn in het Chumash Painted Cave State Historic Park in Santa Barbara County. De Chumash waren ook ervaren mandenmakers en verschillende musea in de VS en in het buitenland hebben grote collecties van hun manden.

## Taal
De Chumash spraken oorspronkelijk een aantal verwante talen, de Chumashtalen. Roland Dixon en Alfred L. Kroeber hebben een verwantschapsrelatie tussen de Chumashtalen en het naburige Salinan voorgesteld. Edward Sapir aanvaardde die theorie en nam beide talen - samen Iskoman genoemd - op in zijn classificatie van de Hokantalen. Tegenwoordig verwerpen specialisten de verwantschap tussen Chumash en Salinan.

## Trivia
In de game Grand Theft Auto V, welke zich afspeelt in een fictieve versie van Los Angeles, is een gebied vernoemd naar dit volk.